# José María Ponce de León
José María Ponce de León Salmón (Uruachi, Chihuahua, 13 de marzo de 1878 - Cd. Chihuahua, 20 de marzo de 1924) fue un periodista e historiador mexicano

## Biografía
Periodista e historiador nació en el mineral de Uruachi, Chihuahua, el 13 de marzo de 1878, donde realizó sus estudios primarios. Hijo de don Pedro Ponce de León y Paula Salmón. En la ciudad de Chihuahua, ingresó al Colegio de San Agustín y en 1893, al Instituto Científico y Literario de Chihuahua.
Sin terminar su carrera, dos años después se incorporó al periodismo colaborando en La Idea Libre, El Siglo XX, El Norte, El Correo de Chihuahua y otros periódicos de la entidad. De 1909 a 1911 publicó la Revista Chihuahuense, en la que incluyó varios artículos y documentos sobre la historia de Chihuahua. Fue además colaborador de numerosas revistas nacionales y extranjeras y socio de varias sociedades científicas y culturales, entre ellas la Sociedad Mexicana de Geografía y Estadística.
Trabajó varios años en el magisterio de la ciudad de Chihuahua, habiendo ocupado en 1905 el cargo de oficial mayor en la Secretaría de Gobierno, empleo en el que permaneció hasta 1912 en que lo perdió por haberle tocado actuar dentro de la administración orozquista. Volvió a desempeñarse en la Oficialía Mayor en 1913 y 1919 y en diversas ocasiones estuvo al frente de la Secretaría General. Como jefe de la Sección de Estadística del gobierno de Chihuahua, que desempeñó sin perjuicio del anterior, publicó varios anuarios y boletines de suma importancia, al igual que otros trabajos interesantes sobre geografía e historia del estado, habiéndosele considerado en su época como la primera autoridad en la materia. Falleció en la ciudad de Chihuahua el 20 de marzo de 1924, cuando el Estado tenía mucho que esperar de su labor de investigación, y fue sentido por todas las clases sociales que supieron estimar sus relevantes méritos.

## Obras
- Datos geográficos y estadísticos de Chihuahua (1902 y 1907).
- Reseñas históricas del Estado de Chihuahua (1905, 2ª. Ed. 1910).
- Anuarios estadísticos de Chihuahua (1905-1910).
- Revista Chihuahuense.
- Pequeño vocabulario español-tarahumara.
- Resúmenes de geografía del estado de Chihuahua (textos para alumnos de tercero de primaria).

Además, escribió un libro en inglés sobre la vida de Francisco Villa que fue publicado en Nueva York en 1923. Preparaba un Diccionario histórico y geográfico, así como la segunda edición de sus Reseñas históricas, cuando lo sorprendió la muerte.